# Departamento de Padilla
Padilla fue uno de los departamentos en que se dividía el Estado Soberano del Magdalena (Colombia). Fue creado en 1864, cuando la provincia de Padilla adquirió la categoría de departamento. Tuvo por cabecera a la ciudad de Riohacha. El departamento comprendía parte del territorio de la actual región del Sur de La Guajira.

## División territorial
En 1876 el departamento comprendía los distritos de Riohacha (capital), Barrancas, Camarones, Dibulla, Fonseca, San Juan del Cesar, Tomarazón y Villanueva.